# 薔薇亞綱
薔薇亞綱（学名：Rosidae）是双子叶植物纲中的一个亚纲。这个亚纲中的各个目演化出许多各不相同的花和植物，其中许多是重要的经济和使用植物。

## 特征
花大多数是轴对称的，很少是仅左右对称的。它们一般拥有五瓣或四瓣或其倍数。花一般是双层的：花萼和花瓣，其中花瓣是从最外层的雄蕊演化出来的。一般花瓣没有连到一起。雄蕊群一般由两层组成。在一些使用风传粉的群中花瓣和雄蕊也有退化的。
花粉每粒有两至三个核，其形状非常多样。
比较原始的植物的心皮还是分开的，但是大多数薔薇亞綱植物的心皮是连在一起的。胚珠有两层。
薔薇亞綱的化学特征包括有黄酮类、鞣花酸和单宁酸，完全缺乏環烯醚萜等生物碱。
一些薔薇亞綱植物与可以固氮的细菌共生。

## 经济作物
以下各目有很大的经济意义：薔薇目中有许多水果如苹果、梨、樱桃、葡萄等；豆目中有许多豆类如豌豆、小扁豆、黄豆、花生等；无患子目中有柑橘属的水果；金虎尾目中包括亚麻和蓖麻、橡膠树和木薯；壳斗目中有许多温带的木料树木。

## 分类
- 薔薇亞綱
  - 基础类分支
    - 无目
      - 栓皮果科

    - 葡萄目（仅一科）：
      - 葡萄科

    - 燧体木目
    - 牻牛儿苗目
    - 桃金娘目

  - I类真蔷薇分支
    - 无目
      - 蒜树科

    - 蒺藜目
    - 卫矛目
    - 酢浆草目
    - 豆目
    - 薔薇目
    - 葫芦目
    - 壳斗目

  - II类真蔷薇分支
    - 十齒花目
    - 白花菜目
    - 锦葵目
    - 无患子目